# Sivalicus viridis
Genre
Espèce
Sivalicus viridis, unique représentant du genre Sivalicus, est une espèce d'araignées aranéomorphes de la famille des Sparassidae.

## Distribution
Cette espèce est endémique d'Inde.

## Publication originale
- Dyal, 1957 : A new genus of the spiders of the family Sparassidae. Bulletin of Department of Zoology Punjab University, vol. 134, p. 561-566.